# بانكرز ترست
'بنك بانكرز ترست  '(Bankers Trust) كان مؤسسة مصرفية أمريكية تاريخية. اندمج البنك مع شركة "أليكس. براون آند سونز" (Alex. Brown & Sons) في عام 1997، قبل أن تستحوذ عليه دويتشه بنك (Deutsche Bank) في عام 1999. وفي عام 2003، باع دويتشه بنك قسم "الائتمان والحفظ" التابع لبانكرز ترست إلى شركة ستيت ستريت